# Noor-Eesti

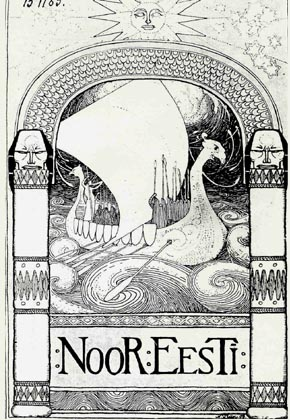
Umschlag des ersten Albums von 1905

Noor-Eesti (Junges Estland) war eine neoromantische literarische Bewegung, die sich ab 1903 in Estland zusammenschloss. Vordenker war der Lyriker Gustav Suits.

## Herkunft, Mitglieder und Programm
1903 sammelte sich ein Zirkel von politisch und literarisch interessierten Schülern und Studenten. Zwei Jahre später erschien von ihnen der erste Sammelband unter dem Titel Noor-Eesti. Er wurde zum programmatischen Sammelpunkt und späteren Namensgeber einer losen Gruppe der bedeutendsten jungen Dichter der Zeit.
Der Gruppierung gehörten unter anderem Gustav Suits, Friedebert Tuglas, Bernhard Linde, Johannes Aavik, Villem Grünthal-Ridala, Aino Kallas, Jaan Oks und August Alle als wichtigste Repräsentanten an. Sie übten auch Einfluss auf das Werk Anton Hansen Tammsaares aus. Im Umkreis von Noor-Eesti standen die bildenden Künstler Nikolai Triik, Kristjan Raud und Konrad Mägi, die mit Buchillustrationen zu den Werken von Noor-Eesti beitrugen.
Die drei Leitsprüche der Gruppe hat Gustav Suits 1905 im ersten Album der Gruppe formuliert: „Jeunesse oblige“, „Mehr Kultur“ (Enam kultuuri) und „Seien wir Esten, aber werden wir auch Europäer!“ (Olgem eestlased, aga saagem ka eurooplasteks!). Noor-Eesti verstand sich damit als Gegenbild zur „alten“ deutschbaltischen Elite. Die Esten sollten sich endgültig vom Bauerndasein verabschieden und intellektuellen Anschluss an Europa finden. Noor-Eesti stand unter dem Einfluss vergleichbarer Bewegungen in anderen Ländern Europas, wie den Jungletten und Nuori Suomi („Junges Finnland“).
Das ästhetisches Konzept folgte den zeitgenössischen Strömungen der Zeit und nahm impressionistische, symbolistische und expressionistische Einflüsse auf. Viele Impulse kamen aus Finnland, wo zahlreiche Beteiligte studierten. Noor-Eesti öffnete sich auch stark den Strömungen der deutschen, russischen, skandinavischen, französischen und italienischen Literatur. Neben der kulturellen, literarischen Bedeutung hatte Noor-Eesti großen Anteil am Erstarken eines estnischen Nationalbewusstseins.
Noor-Eesti veröffentlichte zwischen 1905 und 1916 fünf Alben (albumid). Daneben gab Noor-Eesti 1910/11 die Literatur-, Kunst- und Wissenschaftszeitschrift Noor Eesti: kirjanduse, kunsti ja teaduste ajakiri (insgesamt sechs Nummern) heraus. 1912 wurde Noor-Eesti mit 61 Gründungsmitglieder auch offiziell als Verein in Tartu registriert.
Noor-Eesti übte zwischen 1905 und 1919 großen Einfluss auf die estnische Literatur und der Erweiterung der estnischen Sprache aus. Eine Weiterentwicklung stellt die Gruppe Siuru dar, die sich vom Intellektualismus von Noor-Eesti ab- und sich stärker menschlichen Gefühlen zuwandte.